# Río Livenza
El río Livenza es un corto río costero italiano que nace en Polcenigo y discurre por las provincias de Pordenone, Treviso y Venecia, formando parte de la frontera entre las dos últimas, hasta desembocar en el Adriático cerca de Caorle.